# Pejuçara

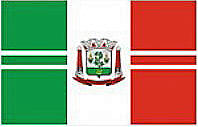
Bandera de Pejuçara.

Pejuçara es un municipio brasileño del estado de Rio Grande do Sul.
Se encuentra ubicado a una latitud de 28º25'24" Sur y una longitud de 53º39'21" Oeste, estando a una altitud de 449 metros sobre el nivel del mar. Su población estimada para el año 2004 era de 4.266 habitantes.
Ocupa una superficie de 414,78 km².
- Datos: Q348237
- Multimedia: Pejuçara / Q348237